# Operazione Pleshet
L’operazione Pleshet (in ebraico: מִבְצָע פְּלֶשֶׁת, Mivtza Pleshet) è un episodio della guerra arabo-israeliana del 1948 nel quale, dal 29 maggio al 3 giugno 1948 l'esercito israeliano tentò di occupare Ashdod fermando l'avanzata delle forze egiziane verso nord.

## L'invasione egiziana
Nel maggio del 1948 alla vigilia della fondazione di Israele i leader dell'Yishuv erano consapevoli del rischio che i Paesi arabi avrebbero tentato di distruggere sul nascere lo Stato ebraico. L'esercito più temibile era quello egiziano che poteva contare su un numero maggiore di uomini e mezzi.
Come previsto, il 15 maggio 1948 una divisione egiziana, guidata dal generale Ahmed Ali al-Mwawi, invase Israele attaccandone il territorio in tre punti: Kfar Darom, Beersheba e Nirim. Il 20 maggio la colonna egiziana a Beersheba si unì con la Legione araba giordana a Hebron e assieme si diressero verso Ascalona per tagliare in due il territorio di Israele.

## L'attacco aereo
Shimon Avidan, comandante della Brigata Givati che aveva il compito di difendere la regione di Shfela ordinò un attacco aereo.
Il 28 maggio quattro Avia S-199 (una variante del Messerschmitt, provenienti dalla Cecoslovacchia) partirono alla base aerea di Tel Nof e nel pomeriggio, verso le 18.00, cominciarono a bombardare le linee nemiche assestate nei pressi di un ponte Bailey che avevano eretto sul fiume Lakhish.
Dal 29 maggio al 2 giugno 1948 l'esercito israeliano, con intensi cannoneggiamenti riuscì a bloccare l'avanzata delle linee egiziane. Il 1º giugno il comandante israeliano era pronto per un attacco in larga scala contro il nemico ma l'operazione venne cancellata all'ultimo momento grazie all'avvio dei colloqui per il cessate il fuoco.

## L'inizio dell'operazione
Il 2 giugno l'aviazione israeliana riprese i bombardamenti nel tardo pomeriggio. La notte, verso le 22.00, cominciarono anche le operazioni via terra contro le postazioni egiziane.
Dopo ore di duri combattimenti, le forze israeliane subirono le perdite maggiori e furono costrette a ritirarsi. Sebbene dunque l'esercito ebraico abbia subito una sconfitta tattica lo scopo di fermare l'avanzata egiziana che avrebbe potuto tagliare in due il Paese riuscì.